# Presídium del Soviet Suprem de l'URSS
El Presídium del Soviet Suprem de l'URSS (rus: Президиум Верховного Совета CCCP; transliterat  Prezídium Verkhóvnogo Soveta SSSR) era una institució governamental soviètica, i un dels òrgans de govern més importants de la Unió Soviètica. Era un cos permanent del Soviet Suprem de l'URSS. Paral·lelament, cadascuna de les repúbliques soviètiques tenien el seu propi presídium, així com les regions autònomes. L'estructura i les funcions eren virtualment idèntiques. El Presídium era elegit pel Soviet Suprem per actuar en nom seu mentre que el Soviet no es trobés en sessió (el Soviet Suprem només es reunia en dos períodes anuals). Exercia una presidència de l'Estat col·lectiva, i el President del Presídium era de iure el Cap de l'Estat. Tot i això, tant el Soviet Suprem com el seu Presídium no tenien un poder de fet, car aquest es trobava en mans del Partit Comunista de la Unió Soviètica. La seva seu estava situada al Kremlin de Moscou.
El Presídium del Soviet Suprem de l'URSS era elegit pel Soviet Suprem de l'URSS en una sessió conjunta de les dues cambres durant la primera sessió de cadascuna de les següents convocatòries. Els diputats del Presídium eren nomenats per la duració de la legislatura del Soviet Suprem (quatre anys). El Presídium del Soviet Suprem de l'URSS consistia en el President, 15 diputats (un per cadascuna de les repúbliques de la Unió), un secretari i 20 membres ordinaris. Totes les seves activitats estaven subjectes a revisió del Soviet Suprem, a qui havia de reportar.
D'acord amb la Constitució de la Unió Soviètica, les principals funcions del Presídium del Soviet Suprem de l'URSS eren:
- la promulgació de decrets
- la interpretació de la legislació vigent
- la dissolució del Soviet Suprem de l'URSS, d'acord es disposava a l'article 47è de la Constitució i la convocatòria de noves eleccions
- la realització de referèndums nacionals sota la seva pròpia iniciativa o a petició d'alguna de les repúbliques de la Unió.
- la declaració de nul·litat de decrets del Consell de Ministres de l'URSS o dels consells de ministres de les repúbliques en cas que discrepessin amb la legislació vigent.
- rellevar al President del Consell de Ministres de l'URSS del seu càrrec i nomenar als ministres de l'URSS, sempre que el Soviet Suprem no es trobés en sessió, amb la posterior remissió al Soviet Suprem per a la seva aprovació.
- l'establiment d'ordes i medalles de l'URSS, així com la seva concessió.
- l'establiment de títols honorífics de l'URSS, així com la seva concessió.
- la commutació de penes
- el nomenament i el relleu dels membres de l'Estat Major General de les Forces Armades
- l'establiment de graus militars i diplomàtics; així com d'altres rangs especials.
- la declaració de la mobilització parcial o general
- la declaració de guerra en cas d'atac a l'URSS o en compliment de les obligacions de tractats internacionals de defensa mútua
- la ratificació i la denúncia de tractats internacionals subscrits per la Unió Soviètica.
- la representació del Soviet Suprem de l'URSS (entre les seves sessions) en les seves relacions amb parlaments estrangers.
- el nomenament i el relleu de plenipotenciaris soviètics a l'estranger
- la recepció de credencials dels diplomàtics estrangers acreditats a la Unió Soviètica
- la declaració de la llei marcial en una regió determinada o en tota la Unió amb el propòsit de defensar el país o de preservar l'ordre públic i la seguretat de l'Estat.

El Presídium també s'encarregava dels afers relacionats amb l'adquisició de la ciutadania soviètica, el seu retir o la renúncia voluntària a ella.